# جورج لاكومب (رسام)
جورج لاكومب (بالفرنسية: Georges Lacombe)‏ (و. 1868 – 1916 م) هو رسام، ونحات فرنسي، ولد في فرساي، توفي في ألونسون، عن عمر يناهز 48 عاماً، بسبب سل.

## التعليم
تعلم في أكاديمية جوليان
.

## روابط خارجية
- جورج لاكومب على موقع ميوزك برينز (الإنجليزية)